# Rangtong/Shentong
Con le due espressioni tibetane Rangtong e Shentong si intende indicare quella celeberrima diatriba religiosa e filosofica sorta nel buddismo tibetano a partire dal XV secolo e giunta ai nostri giorni.

## Termini e loro significati
- L'espressione tibetana རང་སྟོང, traslitterazione in Wylie: rang stong (trascrizione semplificata THL: rangtong; diffuso anche rangdong) significa in quella lingua "vacuità intrinseca", laddove il termine སྟོང (stong) indica la vacuità (in sanscrito: śūnyatā), mentre il termine རང (rang) vuole rendere quei termini sanscriti come svaka e svayam che intendono "proprio", "sé", "sé stesso".
- L'espressione tibetana གཞན་སྟོང, traslitterazione in Wylie: gzhan stong (trascrizione semplificata THL: zhentong; diffusi anche shentong e shendong) significa in quella lingua "vacuità estrinseca", laddove il termine སྟོང (stong) indica sempre la vacuità (in sanscrito: śūnyatā), mentre il termine གཞན (sheng, zheng) significa in quella lingua "altro", rendendo anche i termini sanscriti parakīya e anya che intendono "altro", "diverso", "di un altro".

## L'origine della diatriba e le sue conseguenze
L'origine di questa diatriba dottrinale, avviatasi nel XV secolo all'interno del buddismo tibetano, ha come fondamento lo stesso fondamento dottrinario del buddismo Mahāyāna ovvero la dottrina della śūnyatā, la "vacuità". Su tale fondamento dottrinario si basa, secondo tutte queste scuole buddhiste, la stessa "illuminazione" e il percorso che ad essa conduce.
Nelle dottrine proprie della scuola tibetana dge lugs nessun fenomeno esiste di per sé (ossia non possiede una natura "propria", questa in sanscrito indicata con il termine svabhāva; in tibetano རང་བཞིན, rang bzhin), quindi la dottrina della śūnyatā indica la negazione di qualsivoglia affermazione positiva o anche negativa sulla natura dei fenomeni (prasajyapratiṣedha; tibetano. མེད་དགག་, med dgag), quindi una vacuità senza alcun contenuto implicito che ne voglia occupare il ruolo. La scuola dge lugs rigetta ogni ipostasi di questo vuoto, e sostiene che esso può essere rappresentano solo per mezzo della negazione di qualsivoglia enunciazione sull'"essere in sé" di qualcosa. La realtà, e ogni fenomeno in esso contenuta, è intrinsecamente vuota (rang stong ). Il fondamento di questa dottrina è rappresentato dai cosiddetti sūtra del secondo giro della Ruota del Dharma (alakṣaṇadharmacakra, "Ruota del Dharma privo di segni"; མཚན་ཉིད་མེད་པའི་ཆོས་འཁོར, mtshan nyid med pa’i chos ’khor), così come descritto nei tre "Giri della Ruota del Dharma" (dharmacakrapravartana) presentati nel Saṃdhinirmocanasūtra (དགོངས་པ་ངེས་འགྲེལ།, dgongs pa nges 'grel; è al Toh. 106). Per la scuola dge lugs, questo insegnamento è il più profondo insegnamento impartito dal Buddha Śākyamuni.
Diversamente la scuola tibetana Jo nang accoglie, come superiore, il terzo giro della Ruota del Dharma (paramārthaviniścayadharmacakra, "Ruota del Dharma della verità ultima"; དོན་དམ་རྣམ་པར་ངེས་པའི་ཆོས་འཁོར, don dam rnam par nges pa’i chos ’khor), in tale contesto queste dottrine esprimono come verità ultima (pariniṣpanna; ཡོངས་སུ་གྲུབ་པ, yongs su grub pa) la non-dualità tra soggetto e oggetto